# Jan Glastra van Loon

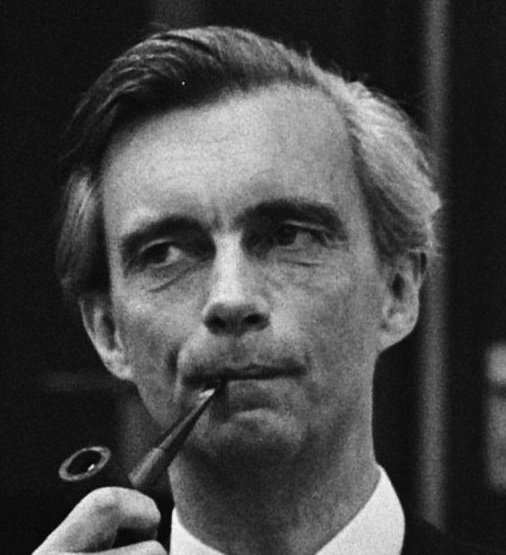
Glastra van Loon im Jahr 1975

Jan Frederik Glastra van Loon (* 16. März 1920 in Batavia; † 22. Oktober 2001 in Den Haag) war ein niederländischer Rechtswissenschaftler und Politiker der Democraten 66 (D66).

## Leben
Glastra van Loon studierte zwischen 1938 und 1955 Medizin, Philosophie, Rechtswissenschaft und Soziologie und besuchte dabei Hochschulen in London, Groningen, Leiden, Amsterdam, Göttingen und schließlich die Harvard University in Cambridge (Massachusetts). Er promovierte 1956 in Leiden mit einer Dissertation über 'Norm und Handlung'. Dort wurde er 1958 außerordentlicher und 1960 ordentlicher Professor für Rechtswissenschaft mit dem Spezialgebiet Rechtsphilosophie. Von 1966 bis 1973 war er Rektor des Institute of Social Studies (ISS) in Den Haag. Während er sich in den folgenden Jahren überwiegend der Politik widmete, lehrte er von 1978 bis zu seiner Pensionierung 1985 wieder Rechtsphilosophie an der Universität Amsterdam.
1972 wurde er Mitglied der Democraten 66 (D'66), deren Grundsatzprogramm zu einem gewissen Teil von seiner Staatsphilosophie und daraus abgeleiteten Reformvorschlägen beeinflusst war. Im Juni 1973 wurde er Staatssekretär im niederländischen Justizministerium. Nach einem Dissens mit dem zuständigen Minister van Agt wurde er im Mai 1975 aus diesem Amt entlassen. Von 1975 bis 1976 fungierte er als stellvertretender Vorsitzender der D'66, die folgenden drei Jahre sahen ihn als Parteivorsitzenden. Von 1980 bis 1999 war er für die D'66 Mitglied der Ersten Kammer des niederländischen Parlaments, fungierte dabei in seiner ersten Legislaturperiode (bis 1985) als ihr Fraktionsvorsitzender.
Von 1987 bis 1994 war Glastra van Loon Vorsitzender des Humanistischen Verbandes (Humanistisch Verbond).
| Personendaten    | Personendaten                                              |
| ---------------- | ---------------------------------------------------------- |
| NAME             | Glastra van Loon, Jan                                      |
| ALTERNATIVNAMEN  | Glastra van Loon, Jan Frederik                             |
| KURZBESCHREIBUNG | niederländischer Rechtswissenschaftler und Politiker (D66) |
| GEBURTSDATUM     | 16. März 1920                                              |
| GEBURTSORT       | Batavia                                                    |
| STERBEDATUM      | 22. Oktober 2001                                           |
| STERBEORT        | Den Haag                                                   |